# Liste der denkmalgeschützten Objekte in Zelking-Matzleinsdorf
Die Liste der denkmalgeschützten Objekte in Zelking-Matzleinsdorf enthält die 10 denkmalgeschützten, unbeweglichen Objekte der Gemeinde Zelking-Matzleinsdorf.

## Denkmäler
| Foto |                 | Denkmal                                                                          | Standort                                                  | Beschreibung | Metadaten |
| ---- | --------------- | -------------------------------------------------------------------------------- | --------------------------------------------------------- | --- | --- |
| BW   | Datei hochladen | Befestigte Höhensiedlung Anzenberger Höhe HERIS-ID: 46945 Objekt-ID: 49357       | Vornholz 5, nördlich Standort KG: Mannersdorf bei Zelking | Ein gut erkennbarer, 300 Meter langer und bis zu sechs Meter hoher bronzezeitlicher Wall schützt das ehemalige Siedlungsgebiet auf einem Hochplateau. Archäologische Funde stammen vor allem aus Bronzezeit (Urnenfelderkultur), aber auch aus Spätneolithikum und Hallstattzeit. | BDA-Hist.: Q38024885 Status: Bescheid Stand der BDA-Liste: 2025-06-30 Name: Befestigte Höhensiedlung Anzenberger Höhe GstNr.: 788, 789, 790, 792, 794                                 |
| BW   | Datei hochladen | Hausberganlage Arb („Türkenkogel“) HERIS-ID: 58073 Objekt-ID: 68520              | Arb 10, nordwestlich Standort KG: Mannersdorf bei Zelking | Auf einer schmalen Geländezunge im Zwiesel zweier Bäche liegt eine Hausberganlage aus dem 12. Jahrhundert. Von West (Bergseite) nach Ost (Zwiesel) besteht sie aus: drei Meter tiefer Halsgraben, etwas erhöhtes Plateau (Turmhügel), stark eingeebneter Graben, Plateau, vier Meter tiefer Abschnittsgraben, sechs Meter hohes Erdwerk („Türkenkogel“). | BDA-Hist.: Q38080351 Status: Bescheid Stand der BDA-Liste: 2025-06-30 Name: Hausberganlage Arb ("Türkenkogel") GstNr.: 232, 291                                                       |
| BW   | Datei hochladen | Hausberganlage Wildenstein HERIS-ID: 112287 Objekt-ID: 130379seit 2014           | Standort KG: Mannersdorf bei Zelking                      | Auf einer Fläche von 100 ×120 m sind Erdwerke, geringe Mauerreste und ein Brunnenschacht einer Burganlage mit Meierhof aus dem 13./14. Jahrhundert erhalten. | BDA-Hist.: Q37830313 Status: Bescheid Stand der BDA-Liste: 2025-06-30 Name: Hausberganlage Wildenstein GstNr.: 393, 348                                                               |
| ja   | Datei hochladen | Kath. Pfarrkirche hl. Bartholomäus und Friedhof HERIS-ID: 50211 Objekt-ID: 54954 | neben Kirchenberg 4 Standort KG: Matzleinsdorf            | Die Pfarrkirche hl. Bartholomäus wurde im Jahr 1337 erstmals urkundlich erwähnt und mehrmals um- und ausgebaut. Ihr ungegliedertes Langhaus mit Flachdecke und korbbogigem Triumphbogen, sowie der konisch dreiseitige Chor mit Kreuzrippengewölben befinden sich unter einem Schopfwalmdach. Der in drei Zonen gegliederte Turm mit rundbogigen Uhrengiebeln ist mit einer Zwiebelhaube bedeckt. Die Ummauerung des Friedhofs besteht zum Teil aus mittelalterlichem Bruchsteinmauerwerk. | BDA-Hist.: Q38038774 Status: § 2a Stand der BDA-Liste: 2025-06-30 Name: Kath. Pfarrkirche hl. Bartholomäus und Friedhof GstNr.: .16, 842 Pfarrkirche Matzleinsdorf (Niederösterreich) |
| ja   | Datei hochladen | Pfarrhof HERIS-ID: 69239 Objekt-ID: 82288                                        | Kirchenberg 3 Standort KG: Matzleinsdorf                  | Das ein- bis zweigeschoßige Haus wurde 1785 errichtet. Mit dieser Jahreszahl ist auch das Holzportal bezeichnet, welches sich in der Mitte der symmetrischen Fassadierung mit josephinischem Plattendekor befindet. Eine Durchfahrt aus der Mitte des 18. Jahrhunderts besitzt Kreuzgratgewölbe. | BDA-Hist.: Q38121981 Status: § 2a Stand der BDA-Liste: 2025-06-30 Name: Pfarrhof GstNr.: .17                                                                                          |
| ja   | Datei hochladen | Mauernische mit Kreuzigungsgruppe HERIS-ID: 69237 Objekt-ID: 82286               | Kirchenberg 3, in der Nähe Standort KG: Matzleinsdorf     | Die Statuengruppe in einer Mauernische der Pfarrkirche stammt aus der Zeit um 1730/40. | BDA-Hist.: Q38121962 Status: § 2a Stand der BDA-Liste: 2025-06-30 Name: Mauernische mit Kreuzigungsgruppe GstNr.: 842                                                                 |
| ja   | Datei hochladen | Schloss Matzleinsdorf HERIS-ID: 34440 Objekt-ID: 32744                           | Melkerstraße 12 Standort KG: Matzleinsdorf                | Das auch als „Edelhof“ bezeichnete Schloss Matzleinsdorf besteht unter einem Mansardsatteldach aus einem zweigeschoßigen, kastenförmigen Bau aus der Mitte des 18. Jahrhunderts, der im Kern auf die Mitte des 16. Jahrhunderts zurückgeht. Die Fassade ist unregelmäßig fragmentiert und in barockem Stil mit Gesimsen, Pilastern und aufeschwungenen Fensterverdachungen gehalten, an der Schmalseite befindet sich ein barockes Portal mit Scheitelsteinen und original erhaltenem Torflügel. An der südlichen Schmalseite ragt die Konche der Kapelle hervor, die um die Mitte des 19. Jahrhunderts von einem eingeschoßigen Anbau mit Durchfahrt überbaut wurde. Das Altarbild der bis 1840 bestehenden Kapelle, die dem hl. Johannes Nepomuk geweiht war, befindet sich in der Pfarrkirche in Zelking. | BDA-Hist.: Q37958103 Status: Bescheid Stand der BDA-Liste: 2025-06-30 Name: Schloss Matzleinsdorf GstNr.: .29 Schloss Matzleinsdorf (Zelking-Matzleinsdorf)                           |
| BW   | Datei hochladen | Wehranlage Hausberg Müllnerkogel HERIS-ID: 58380 Objekt-ID: 69047                | Mösel 76, westlich Standort KG: Matzleinsdorf             | Am Standort einer mittelalterlichen Burg, die im 14. Jahrhundert schon verödet war, sind noch Graben- und Wallanlagen sowie Schutthaufen sichtbar. | BDA-Hist.: Q38082913 Status: Bescheid Stand der BDA-Liste: 2025-06-30 Name: Wehranlage Hausberg Müllnerkogel GstNr.: 996                                                              |
| ja   | Datei hochladen | Kath. Pfarrkirche hl. Erhard und Friedhof HERIS-ID: 50900 Objekt-ID: 56384       | neben Pöchlarnerstraße 7 Standort KG: Zelking             | Die Pfarrkirche hl. Erhard wurde Mitte des 13. Jahrhunderts durch die Zelkinger gegründet, 1872 renoviert und 1992 restauriert. Das zweischiffige Langhaus hat ein romanisches Haupthaus mit Spätrenaissancegewölbe und stark eingezogenem Triumphbogen. Der aus der Mitte des 14. Jahrhunderts stammende Chor mit 5/8-Schluss besitzt wuchtige, abgetreppte Strebepfeiler. Drei Spitzbogenarkaden verbinden das Langhaus mit dem niedrigeren Nordschiff, mit dem es sich unter einem einheitlichen Satteldach befindet. Ein eingeschoßiger Sakristeianbau mit Tonnengewölbe ist im Süden (?) angebaut. Der dreigeschoßige, im Kern gotische Turm besitzt Schlitzfenster und Uhrengiebel und ist mit einem Pyramidendach gedeckt. Die Friedhofsmauer besteht teilweise aus mittelalterlichem Bruchsteinmauerwerk. Die Gruft unter Kirche nimmt beinahe die gesamte Länge ein. In der Kirche befindet sich das Altarbild der ehemaligen Nepomukkapelle von Schloss Matzleinsdorf. | BDA-Hist.: Q38042637 Status: § 2a Stand der BDA-Liste: 2025-06-30 Name: Kath. Pfarrkirche hl. Erhard und Friedhof GstNr.: 616, 1141 Pfarrkirche Zelking                               |
| ja   | Datei hochladen | Ruine Zelking HERIS-ID: 76582 Objekt-ID: 90166seit 2017                          | Gassen 2, südöstlich Standort KG: Zelking                 | Die ältesten Teile der Burgruine Zelking, einer hochmittelalterlichen Ringburg, stammen aus der ersten Hälfte des 13. Jahrhunderts. In der zweiten Hälfte des 16. Jahrhunderts wurde sie schlossartig umgebaut. Zur Zeit der Belagerung Wiens durch die Türken (1683) diente sie der Bevölkerung als Zuflucht. Kurze Zeit später verlegten die Burgherren ihre Residenz nach Matzleinsdorf und die alte Burg war zunehmend dem Verfall preisgegeben. Zu Beginn des 19. Jahrhunderts war sie bereits ruinös. | BDA-Hist.: Q1015614 Status: Bescheid Stand der BDA-Liste: 2025-06-30 Name: Burgruine Zelking GstNr.: 1145, 1085/1 Burgruine Zelking                                                   |